# Хретень
Хретень — деревня в Осташковском районе Тверской области. Входит в Мошенское сельское поселение.

## География
Деревня расположена на острове Хачин в озере Селигер.

## Население
| 2008 | 2010 |
| ---- | ---- |
| 0    | →0   |

По данным Всероссийской переписи, в 2010 году постоянного населения в деревне не было.

## Улицы
В настоящее время в деревне нет ни одной улицы.